# Inácio Antônio de Sousa Amaral
Inácio Antônio de Sousa Amaral, primeiro Barão de Guandu (Iguaçu, c. 1814— Vila de Iguaçu, 21 de abril de 1878), foi um proprietário rural e político brasileiro.
Batizado na igreja de Nossa Senhora da Piedade em 3 de junho de 1815, filho do Major Inácio Antonio do Amaral e Luiza Rosa da Conceição.
Foi proprietário da Fazenda Olaria, em Nova Iguaçu (à época chamada Iguassú), foi o primeiro a ser agraciado com o título de Barão de Guandu em 3 de março de 1856. Casou-se com Maria José Soares de Gouvêa que recebeu o título de Baronesa de Guandu.
Primeiro presidente da Câmara Municipal de Nova Iguaçu, criada em 1833, foi também Oficial da Imperial Ordem da Rosa e Cavaleiro da Imperial Ordem de Cristo.